# ヒラルドー
ヒラルドー（Girardot）は、コロンビアのクンディナマルカ県にある都市。人口は10万7324人（2019年）。ボゴタの南西130㎞に位置している。

## 概要
ヒラルドーはボゴタ川がマグダレナ川に合流する地点にあり、水上交通の拠点として発展した。現在では水運の重要性は低下しているが、幹線道路が川沿いに整備されているため依然して戦略的な位置にあることに変わりない。
ヒラルドーの標高は約320mでボゴタ（2600m）との差は非常に大きいため、気温は15度くらい高いのが普通である。ボゴタからは車で2時間くらいの距離のため、温暖な気候を求めて大勢の観光客がやってくる。

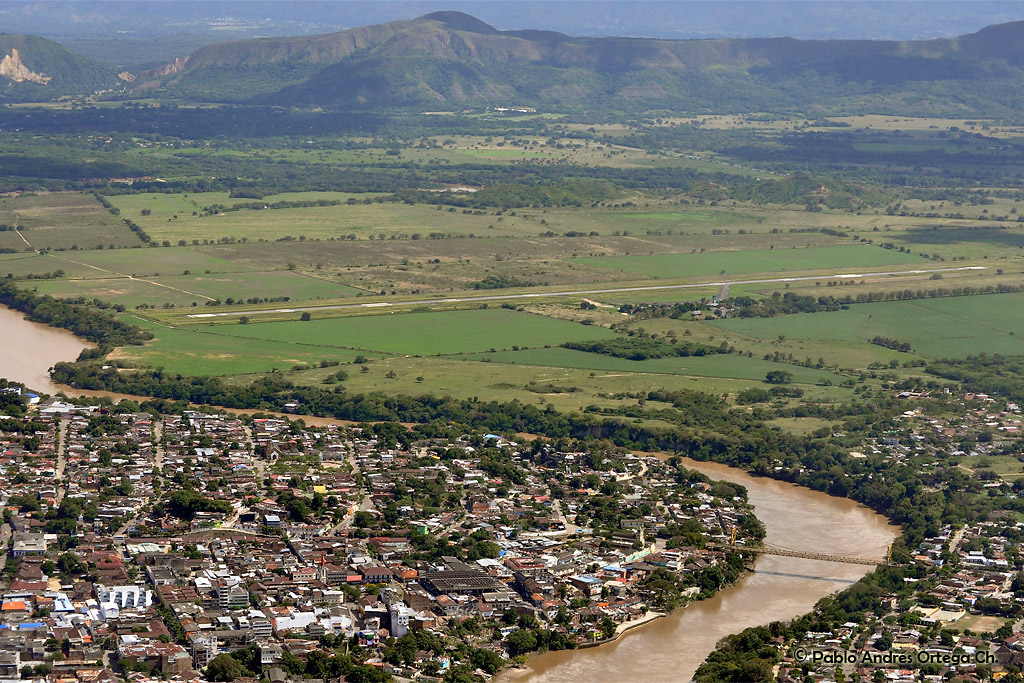
上空から
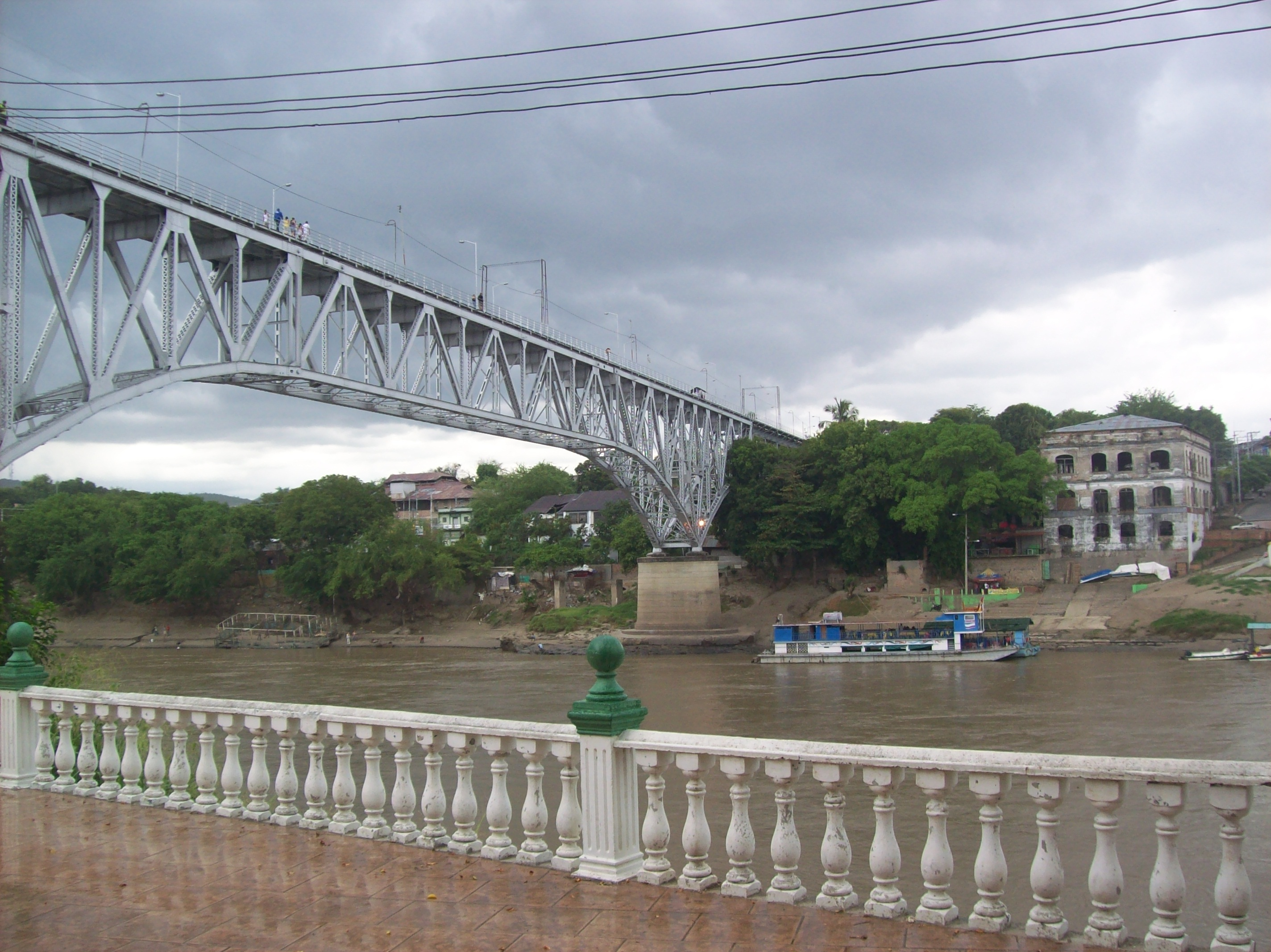
マグダレナ川
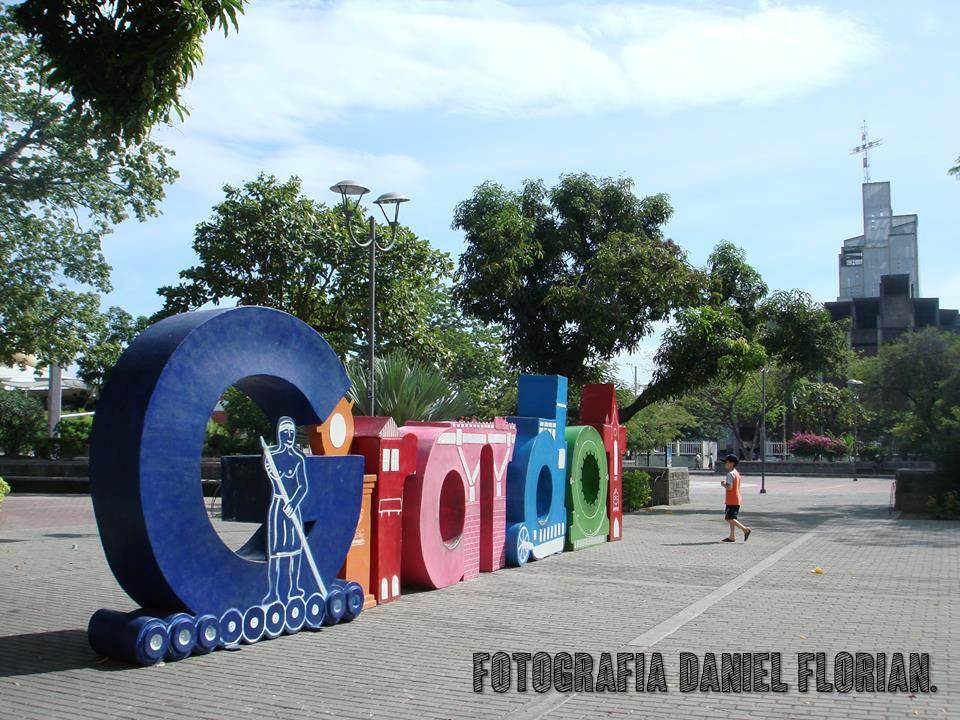
シモン・ボリバル広場